# Partjes
Partjes is een lied van het Nederlandse muziek-trio Puinhoop Kollectiv en de Nederlandse rapper Cazz Major. Het werd in 2015 als single uitgebracht.

## Achtergrond
Partjes is een nummer uit het genre trapstyle, een kruising tussen trap en hardstyle. In het nummer wordt er gerapt over feesten en drugs. Het nummer was de debuut-single van het Puinhoop Kollectiv.

## Hitnoteringen
De artiesten hadden weinig succes met het lied in de Nederlandse hitlijsten. Er was geen notering in de Single Top 100 en ook de Top 40 werd niet bereikt. Bij laatstgenoemde was er wel de 23e positie in de Tipparade.